# Presto (álbum)
Presto es el título del decimotercer álbum grabado en estudio por la agrupación canadiense de rock progresivo Rush, siendo editado simultáneamente en formatos LP, CD y casete y alcanzó la categoría de disco de oro en ventas el 11 de enero de 1990. Luego de no renovar su contrato discográfico con Mercury Records, Rush firma con Atlantic Records -compañía que le permite mayor control creativo sobre su futura dirección musical- a principios de 1989. Actualmente, Rush continúa realizando grabaciones con dicha compañía.

## Antecedentes
En ese momento, Rush tenía varios objetivos: buscaban componer música que fuese interesante, que significara un reto para interpretarla y que los satisficiera tanto al grabarla por primera vez en estudio como a largo plazo, cuando tocasen esas mismas canciones varias veces, noche tras noche y año tras año. Dichos objetivos fueron dejados súbitamente de lado cuando la banda firmó un nuevo contrato artístico con Atlantic Records, que los liberó enormemente de la presión de cumplir con estándares rigurosos, por primera vez en 15 años de carrera artística. 
Era el instante propicio en el que Rush debía entrar en la cuarta fase de su carrera artística; en las primeras tres -cada una compuesta de 4 álbumes en estudio seguidos de uno en directo- la banda se estableció como una fuerza con la que se debe contar musicalmente, a pesar de prejuicios y críticas. En el umbral de la década de los años 90, los miembros de la banda posaron sus miradas en nuevos sonidos y nuevos ritmos por explorar, pero sin olvidar la esencia musical que los trajo hasta esta etapa en sus carreras. 
La intención original de Rush era que el álbum fuese coproducido por Peter Collins, quien realizó ese trabajo en los dos álbumes previos: "Power Windows" (1985) y "Hold Your Fire" (1987). Collins finalmente decide no aceptar la responsabilidad, con lo cual la banda se encuentra nuevamente en la situación de buscar un productor musical, tal como en la grabación de "Grace Under Pressure" (1984). Con más madurez y menos presión, los miembros de Rush se deciden por Rupert Hine, productor, compositor y músico británico con una experiencia de más de 70 álbumes producidos, que incluyen artistas como Camel, Saga, Tina Turner, Chris DeBurgh y Bob Geldof. El giro musical que propició Hine -como productor y colaborador musical- marcaría la evolución natural de Rush durante la década de los años 90.

## Estilo
Presto marcó el principio de un período de transición, en donde las composiciones musicales con una abundante carga de sintetizadores, características del sonido de la banda en la década de los años 80, comenzaron a dar cabida a melodías más orientadas hacia la guitarra en obras posteriores. Por lo menos, los sintetizadores y secuenciadores se utilizan en este álbum de una manera más discreta, comparada con las grabaciones anteriores.
Chain Lightning, Scars, Anagram (for Mongo) y Red Tide todavía presentan sintetizadores como instrumento prominente, pero otras canciones como Show Don’t Tell y Superconductor tienen mayor presencia de la guitarra. Las líneas del bajo siguen el estilo tradicional de Rush; un pequeño solo se deja escuchar en Show Don’t Tell, mientras que The Pass está fuertemente apoyada por acordes -tocando con varias cuerdas simultáneamente- en el bajo.
Scars presenta un complejo patrón de percusión, en el cual se utilizan tambores acústicos y electrónicos. Este patrón se deriva de un ritmo tribal que Neil Peart escuchó mientras realizaba un viaje en bicicleta por África occidental (narrado posteriormente en su primer libro, The Masked Rider: Cycling In West Africa). Peart se decidió a incorporar este patrón en sus solos de batería en las presentaciones en directo de Rush. En Scars también se aprecia el uso de un secuenciador en lugar de -y confundido a menudo con- un bajo, para la melodía rítmica.

## Lista de canciones
1. "Show Don't Tell" (5:01)
2. "Chain Lightning" (4:33)
3. "The Pass" (4:51)
4. "War Paint" (5:24)
5. "Scars" (4:07)
6. "Presto" (5:45)
7. "Superconductor" (4:47)
8. "Anagram (for Mongo)" (4:00)
9. "Red Tide" (4:29)
10. "Hand Over Fist" (4:11)
11. "Available Light" (5:03)

## Músicos
- Geddy Lee: Bajo, Voz y Sintetizadores
- Alex Lifeson: Guitarras eléctrica y acústica, Coros en Superconductor
- Neil Peart: Batería y percusión electrónica
- Rupert Hine: Sintetizadores y coros